# Антонио Ортега
Антонио Ортега Гутиерес (на испански: Antonio Ortega Gutiérrez) е испански полковник от Гражданската война в Испания и действащ президент на футболен клуб Реал Мадрид между 1937 и 1938 г. Участва пряко в отбраната на Мадрид.

## Биография

### Испанска гражданска война
Ортега подкрепя републиканското правителство по време на Гражданската война в Испания. Преди войната е лейтенант на карабинерите от Втората испанска република, разположени в Ирун. На 6 август 1936 г. след преврата е назначен за граждански губернатор на Гипускоа. Ортега поема командването на републиканските сили по време на по-късната част от кампанията в Гипускоа след пленяването на Аугусто Перес Гармендия при Оярсун. През 1937 г. е назначен за секретар по сигурността и се присъединява към Комунистическата партия на Испания. Ортега е отговорен и за арестуването на Андреу Нин и поради това е уволнен от министъра на вътрешните работи Хулиан Сугасагоития. Все пак е прехвърлен на полево командване. През март 1939 г. е командир, отговарящ за III армейски корпус на Армията на центъра и подкрепя Луис Барсело срещу Съвета за национална отбрана (Consejo Nacional de Defensa) по време на последната офанзива на Испанската гражданска война. В края на войната е заловен от националистите, осъден на смърт от военен съд и екзекутиран чрез разстрел в Аликанте на 15 юли 1939 г.

### Президент на Реал Мадрид
Като президент на футболен клуб Реал Мадрид действа от името на Рафаел Санчес Гера, виден републиканец, който не успява да поеме активна роля в управлението на клуба поради войната. Ортега поема поста на изпълняващ длъжността президент от друг републиканец Хуан Хосе Вайехо. Заедно с Гонсало Агире и Валеро Ривера, съответно вицепрезидент и ковчежник на Мадрид, Ортега е сред няколкото членове на борда на Реал Мадрид, заловени и екзекутирани от националистите на Франко след падането на Мадрид.